# Glyptopimpla uchidai
Glyptopimpla uchidai là một loài tò vò trong họ Ichneumonidae.